# Dorchester (Oxfordshire)
Dorchester-on-Thames, ook Dorchester, is een civil parish in het bestuurlijke gebied South Oxfordshire, in het Engelse graafschap Oxfordshire.